# Míjeil Majaradze
Míjel Majaradze (en georgiano: მიხეილ მახარაძე; Pachja, 13 de noviembre de 1946) es un político e historiador de filosofía georgiano que sirvió como el presidente del Consejo Supremo de Ayaria entre 2004 y 2012.

## Biografía
Nacido en una familia de maestros en el pueblo de Pachja del municipio de Julo, Ayaria, una república autónoma de la entonces Georgia soviética, Majaradze se graduó en filosofía en la Universidad Estatal de Tiflis en 1970. Desde entonces ha estado trabajando para el Instituto de Filosofía con sede en Tiflis, ahora parte de la Universidad Estatal Ilia. En 2000, se convirtió en profesor en la Universidad Estatal de Tiflis. Ha publicado varias obras sobre la historia de la filosofía, centrándose particularmente en la filosofía areopagita, georgiana medieval y renacentista. De 1986 a 2010, Majaradze supervisó la publicación de una historia de cuatro volúmenes del pensamiento filosófico georgiano, por la que recibió el Premio Nacional de Georgia (2011).
Majaradze fue un colaborador habitual de la prensa política georgiana desde la década de 1990. En 2003, poco después de la Revolución de las Rosas en Georgia, cofundó y copresidió el movimiento político Chveni Ayaria ("Nuestra Adjara"), que se oponía al régimen de Aslan Abashidze. En febrero de 2004 se convirtió en miembro del Parlamento de Georgia y en junio fue elegido para el Consejo Supremo de Ayaria, una legislatura regional reelegida después de la renuncia de Abashidze. Majaradze fue elegido presidente del Consejo Supremo el 20 de julio de 2004. Era el único candidato para este puesto ya que el otro, también miembro del movimiento anti-Abashidze, Koba Khabazi, había retirado anteriormente su nominación. Fue reelegido para este puesto el 2 de diciembre de 2008. Después de la elección del 1 de octubre de 2012, fue sucedido por Avtandil Beridze el 28 de octubre de 2012. El propio Majaradze fue elegido para el Parlamento de Georgia por el Movimiento Nacional Unido.

## Vida personal
Majaradze está casado, tiene 4 hijos y 6 nietos. Ha recibido varios premios civiles y académicos, entre ellos el Premio Estatal de Georgia (2004), la Orden de Honor de Georgia (2004), la Orden de Vajtang Gorgasali, 1.º rango (2007), el Premio Shalva Nutsubidze (2009) y la Orden Presidencial de Excelencia (2012).